# 蒙自东路
蒙自东路是中華人民共和國上海市黃浦區一條東西走向沥青路面道路，它东起局门路，西至蒙自路，全长303米，宽11.9米，其中车行道宽6.4米。道路於1930年修建，最初名為张家浜路。1954年因為道路位於蒙自路以东所以更名為蒙自東路。